# Coptocephala unifasciata
Coptocephala unifasciata es un coleóptero de la familia Chrysomelidae.
Fue descrita científicamente en 1763 por Scopoli.